# Kleine Kahl
Die Kleine Kahl oder auch Kleinkahl ist ein etwas über 3 Kilometer langer Mittelgebirgsbach im bayerischen Spessart und ein linker Zufluss der Kahl bei Kleinkahl im unterfränkischen Landkreis Aschaffenburg. Sie ist im Oberen Kahlgrund der größte Zufluss der Kahl.

## Geographie

### Kleinkahlquelle

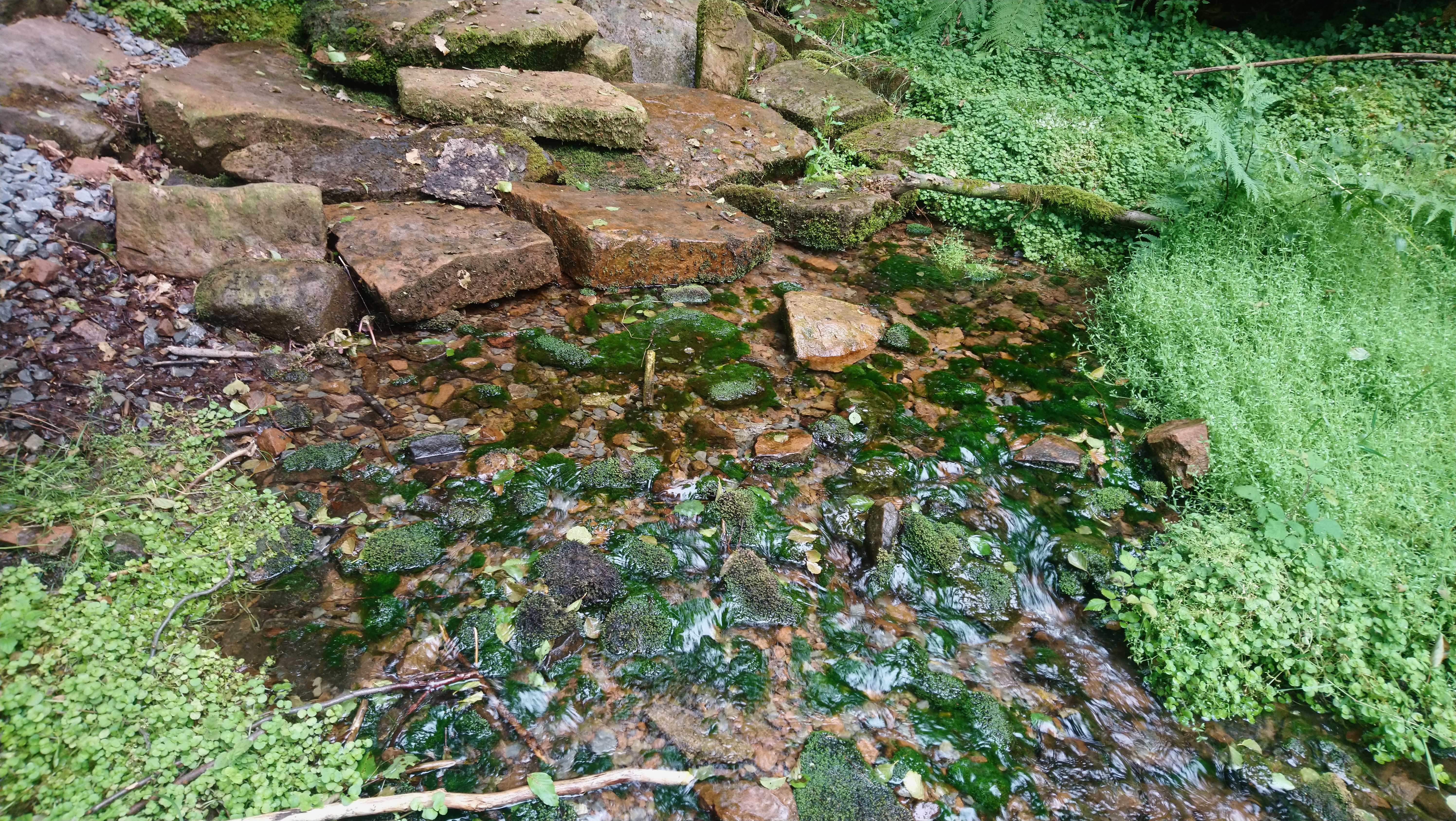
Die Kleinkahlquelle

Die Kleinkahlquelle, früher auch Kleinkahlursprung genannt, ist eine große Schichtquelle auf 326 m ü. NHN, am bewaldeten Fuße des Bergrückens der Eselshöhe, unterhalb des Edelberges (477 m ü. NHN). Sie liegt im gemeindefreien Gebiet Schöllkrippener Forst, etwa zwei Kilometer unterhalb der Spessart-Höhenstraße.
Aus der großen Hauptquelle und mehreren kleineren Quellaustritten am linken Wegesrand entspringt die Kleine Kahl. Die Hauptquelle ist nicht gefassten und wurde 2019 mit Buntsandsteinquadern versehenen. Die Kleinkahlquelle gehört, genau wie die etwa 3 km nördlich liegenden Kahlquellen, zu den stärksten im Spessart.
Der sich bergwärts in Richtung der Gemeinde Heinrichsthal fortsetzende Grund liegt meist trocken, gehört aber noch zum Einzugsgebiet der Kleinen Kahl. Nach Starkregen oder bei der Schneeschmelze entsteht dort schon viel weiter südöstlich ein Bach, der an der Kleinkahlquelle durch zwei Rohre den Waldweg unterquert und in die Hauptquelle mündet. Oft entspringen dann auch rechts des Weges kleine Quellen, deren Wasser in dieses Bachbett einfließt. Die Kleinkahlquelle sowie der weitere Verlauf des Baches liegen im etwa 25 ha großen Naturschutzgebiet Amphibienfreistätte Sommergrund.

### Verlauf
Schon etwa 50 m nach ihrem Ursprung verlässt die Kleine Kahl das gemeindefreie Gebiet und überquert die Gemarkungsgrenze zu Kleinkahl. Sie mäandriert danach durch die Wiesen zweier Lichtungen im Naturschutzgebiet und wird von links vom Potaschenbrunnen verstärkt.
Nachdem die Kleine Kahl in nordwestliche Richtung den Wald verlassen hat, verläuft sie durch den breiter werdenden Sommergrund, wird von weiteren Quellen gespeist und dient als Wasserzuleitung eines Fischweihers. Dort wird sie vom Degen-Weg überquert. Im Ortsbereich der Gemeinde Kleinkahl teilt sie sich für etwa 500 m in zwei Arme auf, um einst die Kleinkahler Bachmühle zu betreiben, und fließt schließlich gegenüber von Großkahl an der Kreisstraße AB 20 in die Kahl.

### Flusssystem Kahl
- Fließgewässer im Flusssystem Kahl

## Natur und Umwelt

### Amphibienfreistätte Sommergrund

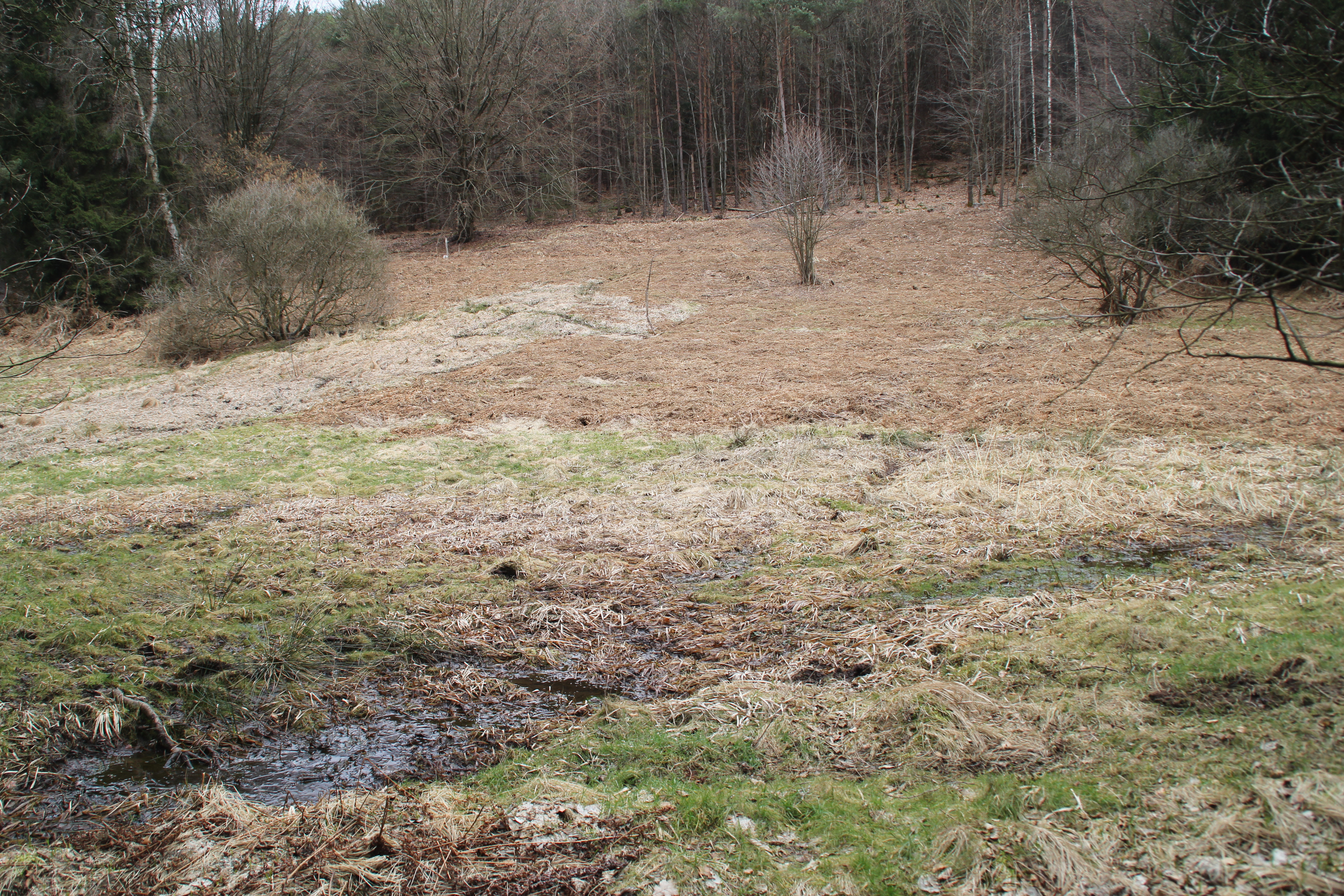
NSG Amphibienfreistätte Sommergrund

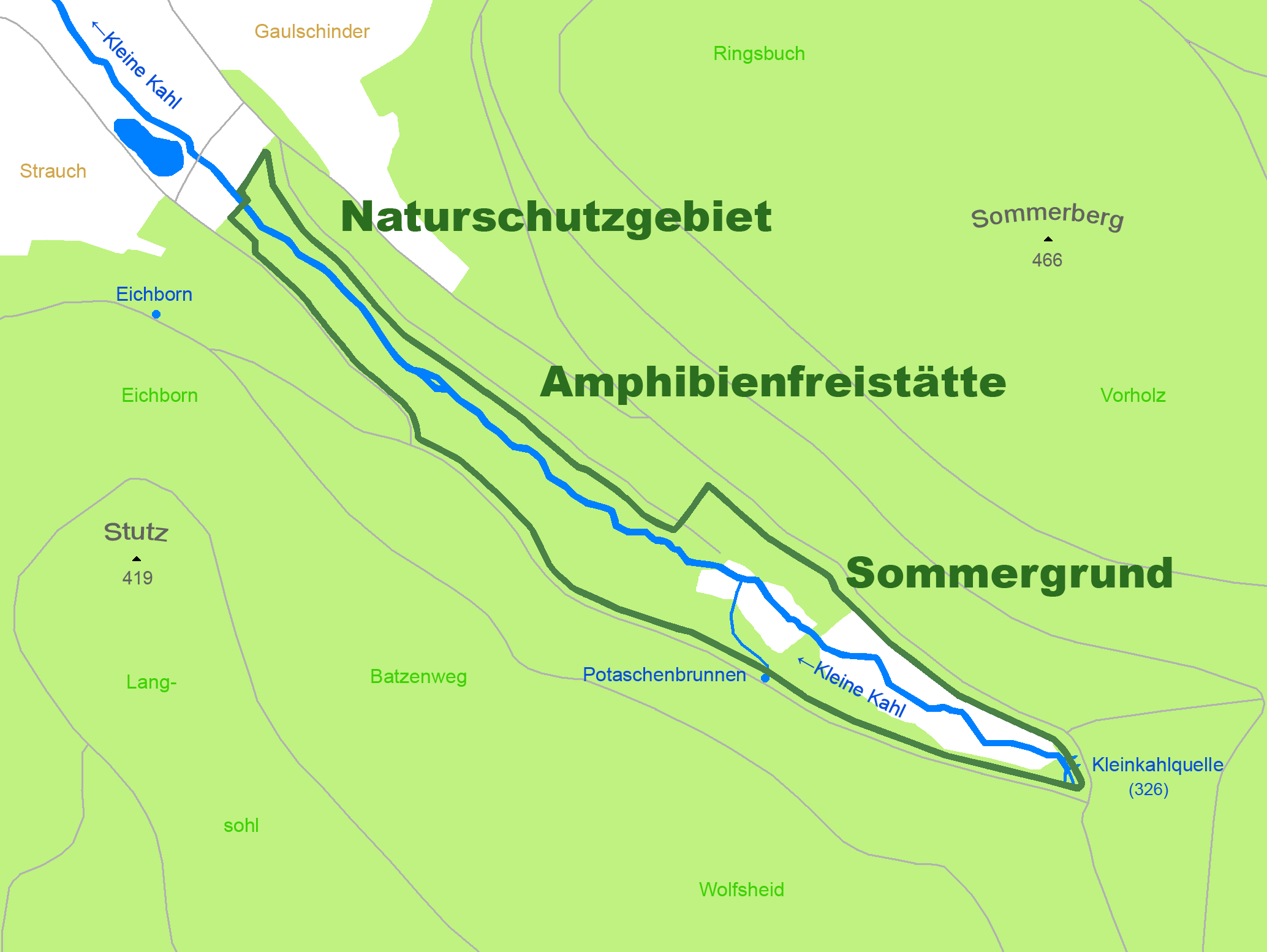
NSG Amphibienfreistätte Sommergrund

Die 24,8 Hektar große Amphibienfreistätte Sommergrund, im stark eingetieften, schmalen und schattigen oberen Talabschnitt der Kleinen Kahl, wurde 1985 zum Naturschutzgebiet erklärt. Mit seinen Erlenbruchwäldern, Hochstaudenfluren, Binsen- und Seggenlandschaften, in einer geologischen Abfolge von Sandsteinen und Tonen, ist das Gebiet um die Kleinkahlquelle ein bedeutender Lebensraum zahlreicher Amphibien-, Insekten- und Pflanzenarten geworden. Im Naturschutzgebiet leben Berg- und Fadenmolche, Erdkröten, Grasfrösche, Feuersalamander und Bergeidechsen. Es besteht ein zahlreicher Bestand an Kleinlibellen, Netzflügler, Köcherfliegen, Steinfliegen sowie Schnabelkerfen.

## Geschichte

### Mühlen
- Kleinkahler Bachmühle

Siehe hierzu auch die Liste von Mühlen im Kahlgrund.